# Scarabaeus suri
Scarabaeus suri là một loài bọ cánh cứng trong họ Bọ hung (Scarabaeidae).